# Cathédrale-basilique Saint-Joseph de San José de Mayo
Cette  cathédrale et basilique n’est pas la seule cathédrale Saint-Joseph ni la seule basilique Saint-Joseph.
La cathédrale-basilique Saint-Joseph de San José de Mayo est une église située à San José de Mayo en Uruguay, à laquelle l’Église catholique donne les statuts de cathédrale, basilique mineure, sanctuaire national. Elle est le siège du diocèse de San José de Mayo, et est dédiée à saint Joseph.

## Historique
L’église est construite entre 1857 et 1874, et consacrée le 24 mars 1875.
Elle devient cathédrale du diocèse de San José de Mayo à sa création en 1955. Elle obtient le statut de basilique mineure le 24 avril 1957,, et est nommée sanctuaire national par la Conférence épiscopale de l’Uruguay le 3 septembre de la même année — la définition de « sanctuaire » venant à peine d’être communiquée par le Vatican.
L’édifice est déclaré Monument historique national (es) le 2 octobre 1990.

## Description
La nef fait 72 mètres de long sur 26 mètres de large.
L’horloge de la tour à droite de l’entrée, fabriquée en Suisse, est en fonction depuis le 25 août 1900. Le maître-autel a été réalisé par le sculpteur catalan Domingo Mora (1840-1911). Certaines fresques dont une Gloire de saint Joseph sont du peintre italien Lino Dinetto (es) (né en 1927).